# Гојковица
Поријекло пјесме
Ова пјесма је први пут објављена 1815. године по верзији коју је забиљежио Вук Стефановић Караџић слушајући пјевање херцеговачког приповједача Старца Рашка. Вук је копију своје збирке народних пјесма 1824. године послао Јакобу Гриму, који је био посебно занесен „Зидањем Скадра 
Јакоб Грим песму је превео на немачки и рекао је да је једна од најдирљивијих песама свих народа и свих времена. Са друге стране, чувени Гете није дијелио Гримово мишљење, па је изјавио да је дух пјесме “сујеверно варварски”.
Догађаји описани у пјесми народно су се догодили почетком 14. вијека. Јован Томић је закључио да је пјесма настала у околини града Скадра, као што је сјеверна Албанија, Црна Гора или југозападна Херцеговина гдје је традиција породице Мрњавчевић била веома јака. Његов закључак су касније подржали и други научници. Војска коју су предводили краљ Вукашин Мрњавчевић и његов син Марко Мрњавчевић дошла је до Скадра у јуну 1371, али када су сазнали да велика османска војска напредује са истока кренули су на исток да се припреме за битку на Марици.
Исти мотив је описан поезији насталој на другим језицима. Српска верзија се сматра главном јужнословенском верзијом. Она је и једина верзија која постоји у облику епске пјесме, док су мађарска, румунска и бугарска верзија баладе. Српска верзија пјесме коју је забиљежио Вук Стефановић Караџић је најстарија забиљежена верзија легенде и прва која је стекла књижевну славу.
Ова пјесма је први пут објављена 1815. године по верзији коју је забиљежио Вук Стефановић Караџић слушајући пјевање херцеговачког приповједача Старца Рашка. Вук је копију своје збирке народних пјесма 1824. године послао Јакобу Гриму, који је био посебно занесен „Зидањем Скадра”. Грим је пјесму превео на њемачки језик и додао да је „једна од најдирљивијих пјесама свих народа и свих времена”.Јохан Волфганг Гете је такође објавио њемачку превод, али није дијелио Гримово мишљење јер је мислио да је дух пјесме „сујевјерно варварски”.
Главни јунаци
Главни актери пјесме су ликови из српске историје, Вукашин и Угљеша Мрњавчевић. Иако се у пјесми спомиње и трећи брат Гојко, историјски никада није потврђено да је он заиста постојао, већ се вјерује да је плод колективне маште.
Народни пјевач уграђује у пјесму лик краља Вукашина у познату епску концепцију невјерника који први погази ријеч и открива својој љуби поруку виле да ће у темеље града бити узидана ручконоша која сутрадан дође да донесе мајсторима ручак. Насупрот Вукашину, народни пјевач ставља младог Гојка, као трећег брата, најпоштенијег, највећег јунака, најдостојанственијег.
Гојко и Гојковица
Од све браће, једини Гојко не казује својој жени за вилин услов, па млада Гојковица, мајка малог Јова, бива узидана у темеље града.
Млада Гојковица са невиним осмехом и сигурношћу вољене жене, у почетку вјерује да је по сриједи само игра све док је руке 300 мајстора не зазидају “добро до појаса”. Млада Гојковица прихвата своју судбину, али има само једну молбу, да јој оставе дојке неузидане да може хранити своје новорођенче.
Узиђивање жене у темеље града симболично представља жену као стуб и темељ куће и породице